# Chamaloc
Chamaloc est une commune française située dans le département de la Drôme, en région Auvergne-Rhône-Alpes.
Ses habitants sont dénommés les Chamalocois.

## Géographie

### Localisation
La commune de Chamaloc est située à 70 km de Valence (préfecture) et à 7 km au nord de Die. Chamaloc est rattachée à la communauté de communes du Diois.

### Relief et géologie
Sites particuliers :
- Les rochers les Aiguilles sont attestés en 1891. Ils sont dénommés les Agulhons en 1607 (parcellaire) et Champ de Las Agulhes en 1636 (archives de la Drôme, E 1719)[1].

### Hydrographie
- La Comane prend sa source sur la commune[2] ;
- le ravin des Prisonnières est un affluent de la Comane ;
- le ravin des Tuiles est un affluent de la Comane ;
- le Ruisseau de Bergu, affluent de la Comane, prend sa source sur la commune ;
- le Ruisseau de Bouillanne, affluent de la Comane, prend sa source sur la commune ;
- le ruisseau Vaudonne est un affluent de la Comane.

### Climat
Pour des articles plus généraux, voir Climat d'Auvergne-Rhône-Alpes et Climat de la Drôme.
En 2010, le climat de la commune est de type climat des marges montargnardes, selon une étude du CNRS s'appuyant sur une série de données couvrant la période 1971-2000. En 2020, Météo-France publie une typologie des climats de la France métropolitaine dans laquelle la commune est exposée à un climat de montagne ou de marges de montagne et est dans la région climatique  Alpes du sud, caractérisée par une pluviométrie annuelle de 850 à 1 000 mm, minimale en été.
Pour la période 1971-2000, la température annuelle moyenne est de 10,5 °C, avec une amplitude thermique annuelle de 18 °C. Le cumul annuel moyen de précipitations est de 1 024 mm, avec 9,4 jours de précipitations en janvier et 5,6 jours en juillet. Pour la période 1991-2020, la température moyenne annuelle observée sur la station météorologique de Météo-France la plus proche, sur la commune de Die à 5 km à vol d'oiseau, est de 11,9 °C et le cumul annuel moyen de précipitations est de 939,1 mm,. Pour l'avenir, les paramètres climatiques de la commune estimés pour 2050 selon différents scénarios d'émission de gaz à effet de serre sont consultables sur un site dédié publié par Météo-France en novembre 2022.

### Voies de communication et transports
Le territoire communal est traversé par la route départementale 518 (RD518).

## Urbanisme

### Typologie
Au 1er janvier 2024, Chamaloc est catégorisée commune rurale à habitat dispersé, selon la nouvelle grille communale de densité à 7 niveaux définie par l'Insee en 2022.
Elle est située hors unité urbaine. Par ailleurs la commune fait partie de l'aire d'attraction de Die, dont elle est une commune de la couronne,. Cette aire, qui regroupe 27 communes, est catégorisée dans les aires de moins de 50 000 habitants,.

### Occupation des sols
L'occupation des sols de la commune, telle qu'elle ressort de la base de données européenne d’occupation biophysique des sols Corine Land Cover (CLC), est marquée par l'importance des forêts et milieux semi-naturels (90,3 % en 2018), en diminution par rapport à 1990 (91,3 %). La répartition détaillée en 2018 est la suivante : 
forêts (80,9 %), zones agricoles hétérogènes (9,7 %), milieux à végétation arbustive et/ou herbacée (6,4 %), espaces ouverts, sans ou avec peu de végétation (2,9 %). L'évolution de l’occupation des sols de la commune et de ses infrastructures peut être observée sur les différentes représentations cartographiques du territoire : la carte de Cassini (XVIIIe siècle), la carte d'état-major (1820-1866) et les cartes ou photos aériennes de l'IGN pour la période actuelle (1950 à aujourd'hui).

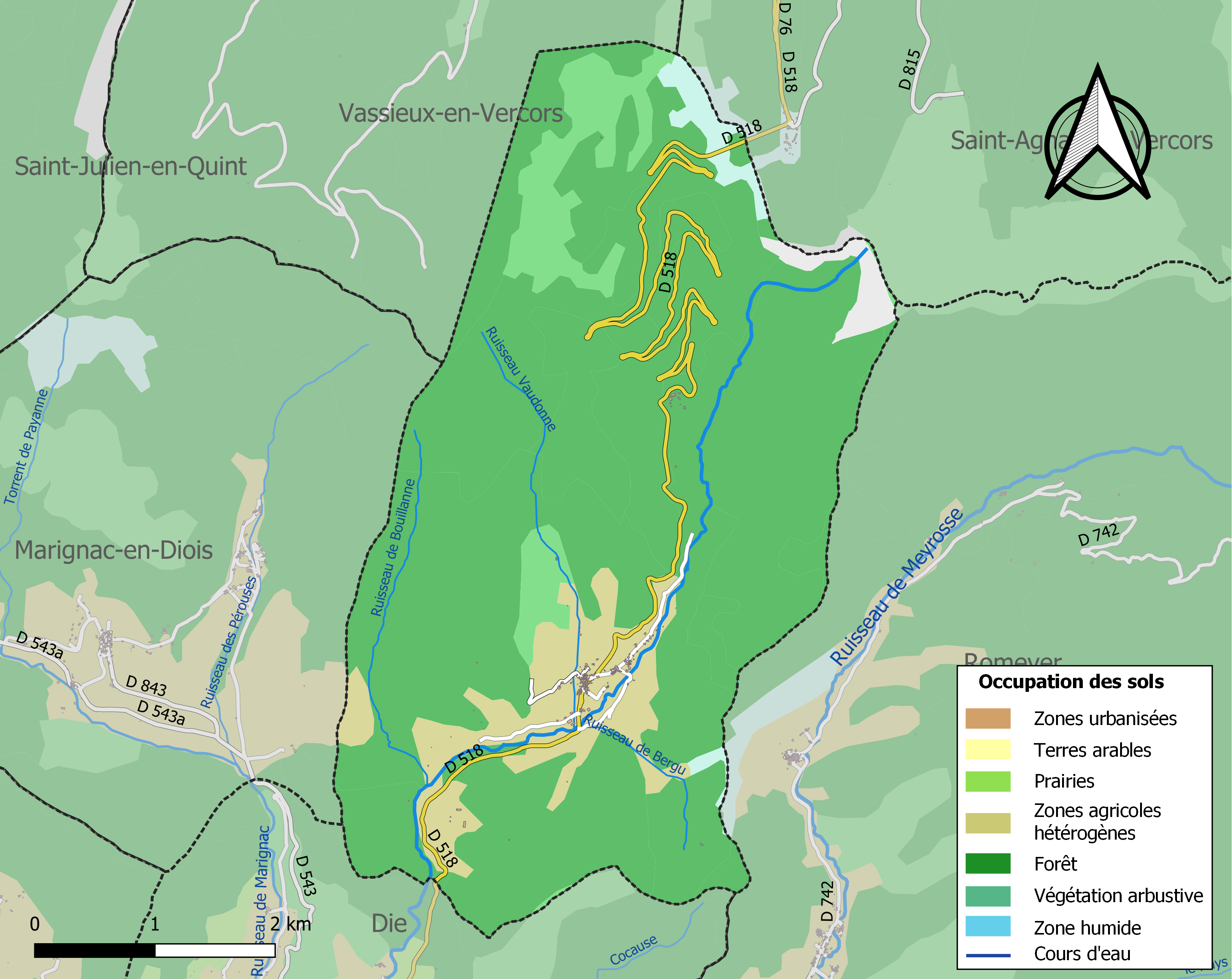
Carte des infrastructures et de l'occupation des sols de la commune en 2018 (CLC).

## Toponymie

### Attestations
Dictionnaire topographique du département de la Drôme :
- XIIIe siècle : Chamalost (censier de l'évêché de Die).
- 1202 : mention de la paroisse : parrochia de Chamalosco (cartulaire de Die, 42).
- 1299 : castrum de Camalosco (Valbonnais, II, 91).
- 1509 : mention de l'église Saint-André : ecclesia beati Andree de Chamalosco (visites épiscopales).
- 1549 : Chamelot (rôle de tailles).
- 1607 : Chamallot (parcellaire de Romeyer).
- 1891 : Chamaloc, commune du canton de Die.

### Étymologie
Le toponyme serait d'origine ligure.

## Histoire
Pour un article plus général, voir Histoire de la Drôme.

### Du Moyen Âge à la Révolution
La seigneurie :
- Probablement un fief des comtes de Diois.
- Possession des abbés de Saint-Géraud d'Aurillac.
- 1299 : cédée aux évêques de Die.
- 1581 : le terre est engagée aux (du) Perier.
- Elle passe (par mariage) aux Armand.
- 1636 : recouvrée par les évêques de Die, derniers seigneurs.

Avant la Révolution française, pour permettre aux familles pauvres de glaner les grains tombés au sols lors des moissons, il était interdit aux bergers de mener leurs troupeaux dans les chaumes huit à quinze jours après le ramassage des gerbes.
Avant 1790, Chamaloc était une communauté de l'élection de Montélimar, subdélégation de Crest et du bailliage de Die.

Elle formait une paroisse du diocèse de Die dont l'église était sous le vocable de Saint-André et dont les dîmes appartenaient à l'évêque diocésain.

### De la Révolution à nos jours
En 1790, Chamaloc devient une municipalité du canton de Saint-Julien-en-Quint. La réorganisation de l'an VIII (1799-1800) en fait une commune du canton de Die.

## Politique et administration

### Liste des maires
| Période                                  | Période                       | Identité                              | Étiquette | Qualité                |
| ---------------------------------------- | ----------------------------- | ------------------------------------- | --------- | ---------------------- |
| Les données manquantes sont à compléter. |                               |                                       |           |                        |
| 1871                                     |                               | ?                                     |           |                        |
| 1874                                     |                               | ?                                     |           |                        |
| 1878                                     |                               | ?                                     |           |                        |
| 1884                                     |                               | ?                                     |           |                        |
| 1888                                     |                               | ?                                     |           |                        |
| 1892                                     |                               | ?                                     |           |                        |
| 1896                                     |                               | ?                                     |           |                        |
| 1900                                     |                               | ?                                     |           |                        |
| 1904                                     |                               | ?                                     |           |                        |
| 1908                                     |                               | ?                                     |           |                        |
| 1912                                     |                               | ?                                     |           |                        |
| 1919                                     |                               | ?                                     |           |                        |
| 1925                                     |                               | ?                                     |           |                        |
| 1929                                     |                               | ?                                     |           |                        |
| 1935                                     |                               | ?                                     |           |                        |
| 1945                                     |                               | ?                                     |           |                        |
| 1947                                     |                               | ?                                     |           |                        |
| 1953                                     |                               | ?                                     |           |                        |
| 1959                                     |                               | ?                                     |           |                        |
| 1965                                     |                               | ?                                     |           |                        |
| 1971                                     |                               | ?                                     |           |                        |
| 1977                                     |                               | ?                                     |           |                        |
| 1983                                     |                               | ?                                     |           |                        |
| 1989                                     |                               | ?                                     |           |                        |
| 1995                                     |                               | ?                                     |           |                        |
| 2001                                     | 2008                          | Michel Vartanian                      | DVG       | agriculteur (retraité) |
| 2008                                     | 2014                          | Michel Vartanian                      |           | maire sortant          |
| 2014                                     | 2020                          | Michel Vartanian                      |           | maire sortant          |
| 2020                                     | En cours (au 28 janvier 2021) | Michel Vartanian[source insuffisante] |           | maire sortant          |

## Population et société

### Démographie
L'évolution du nombre d'habitants est connue à travers les recensements de la population effectués dans la commune depuis 1793. Pour les communes de moins de 10 000 habitants, une enquête de recensement portant sur toute la population est réalisée tous les cinq ans, les populations de référence des années intermédiaires étant quant à elles estimées par interpolation ou extrapolation. Pour la commune, le premier recensement exhaustif entrant dans le cadre du nouveau dispositif a été réalisé en 2006.

En 2022, la commune comptait 121 habitants, en évolution de −7,63 % par rapport à 2016 (Drôme : +2,64 %, France hors Mayotte : +2,11 %).
| 1793 | 1800 | 1806 | 1821 | 1831 | 1836 | 1841 | 1846 | 1851 |
| ---- | ---- | ---- | ---- | ---- | ---- | ---- | ---- | ---- |
| 239  | 207  | 222  | 225  | 249  | 288  | 244  | 283  | 281  |

| 1856 | 1861 | 1866 | 1872 | 1876 | 1881 | 1886 | 1891 | 1896 |
| ---- | ---- | ---- | ---- | ---- | ---- | ---- | ---- | ---- |
| 295  | 296  | 291  | 279  | 299  | 286  | 276  | 262  | 233  |

| 1901 | 1906 | 1911 | 1921 | 1926 | 1931 | 1936 | 1946 | 1954 |
| ---- | ---- | ---- | ---- | ---- | ---- | ---- | ---- | ---- |
| 218  | 212  | 190  | 173  | 139  | 120  | 132  | 105  | 105  |

| 1962 | 1968 | 1975 | 1982 | 1990 | 1999 | 2006 | 2011 | 2016 |
| ---- | ---- | ---- | ---- | ---- | ---- | ---- | ---- | ---- |
| 89   | 75   | 52   | 85   | 93   | 101  | 115  | 123  | 131  |

| 2021 | 2022 | - | - | - | - | - | - | - |
| ---- | ---- | - | - | - | - | - | - | - |
| 124  | 121  | - | - | - | - | - | - | - |

### Enseignement
La commune relève de l'académie de Grenoble.

### Manifestations culturelles et festivités
- Fête : le dimanche précédant le 23 avril[15].

### Loisirs
- Pêche[15].

### Médias
Le territoire de la commune se situe dans l'aire de diffusion de plusieurs médias :
- Presse écrite
  - Le Dauphiné libéré, quotidien régional qui consacre, chaque jour, y compris le dimanche, dans son édition de « La vallée de la Drôme » un ou plusieurs articles à l'actualité du canton et de la commune, ainsi que des informations sur les éventuelles manifestations locales, les travaux routiers, et autres événements divers à caractère local.
  - L'Agriculture Drômoise, journal d'informations agricoles et rurales, couvre l'ensemble du département de la Drôme.
  - Drôme Hebdo (ancien Peuple Libre), hebdomadaire chrétien d'informations.
  - Journal du Diois et de la Drôme.
- Presse audio-visuelle
  - Ici Drôme Ardèche est une radio publique diffusée sur tout le territoire du département de la Drome.

### Cultes

#### Cultes catholique
L'église et la communauté catholique de Chamaloc sont rattachées à la paroisse Saint-Marcel en Diois, laquele couvre 37 communes et dépend du Diocèse de Valence.

#### Cultes protestants
Le culte protestant est assuré par l'Église Assemblée Chrétienne.

## Économie

### Agriculture

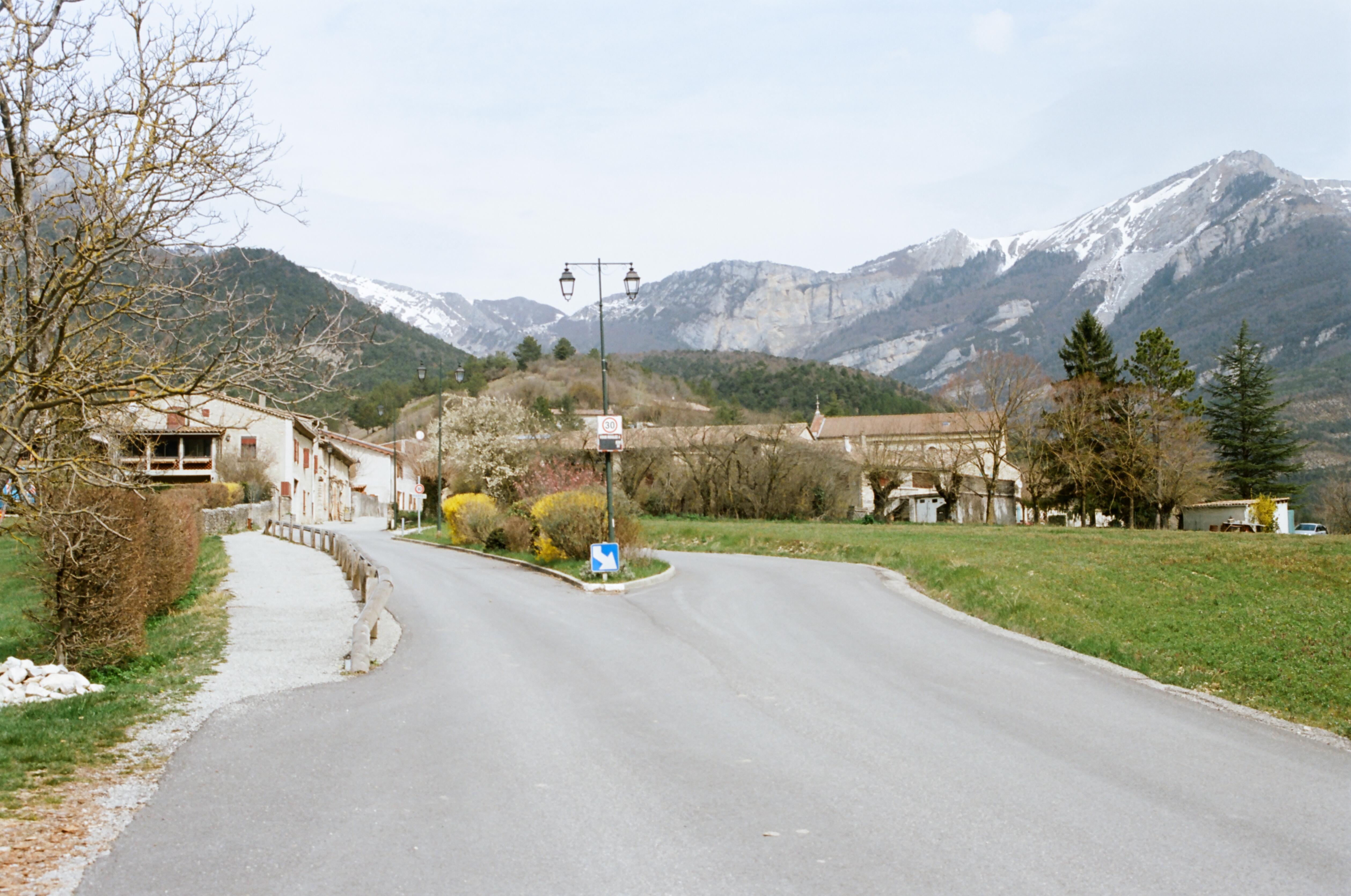
Entrée du village de Chamaloc.

- En 1992 : lavande (essence), noyers, caprins (fromages) / Artisanat créateur[15].
- Distillerie des Quatre vallées (distillerie de lavande).
- La ferme de la tournelle[24]

### Tourisme
- Descente du col de Rousset[15].
- Station de ski du col de Rousset[15].
- La ferme de Baise est aménagée en maison du parc naturel régional du Vercors. Entre 1977 et 1989, elle a accueilli de nombreux stages d'astronomie, à l'initiative de Bruno Morando et d'Olivier Las Vergnas de la Société astronomique de France et de l'Association Nationale sciences techniques jeunesse (ANSTJ)[25].

## Culture locale et patrimoine

### Lieux et monuments
- Village pittoresque provençal (tuiles romaines, pierres claires patinées).
- Château de la Tournelle du XVIIe siècle (transformé en ferme)[15].
- Église Saint-André de Chamaloc, rustique : deux chapelles[15].

### Patrimoine naturel
- Grottes et sources intermittentes de Touron[15].
- Sentier botanique[15].
- Musée de la flore[15].

La commune est située dans le Parc naturel régional du Vercors.

### Héraldique, logotype et devise
|  | Chamaloc possède des armoiries dont l'origine et le blasonnement exact ne sont pas disponibles. |